# Visual Positioning System
Visual Positioning System (VPS; deutsch Visuelles Positionierungssystem), auch Visual Navigation System (deutsch Visuelles Navigationssystem) ist eine Technologie, die es mobilen Geräten wie Smartphones, Drohnen und Robotern ermöglicht, ihren Standort und ihre Ausrichtung in der physischen Welt anhand visueller Merkmale zu bestimmen, die von Kameras erfasst werden. Während die GPS-Technologie auf Satellitensignalen basiert, werden bei VPS Computer-Vision-Algorithmen und Bilderkennung eingesetzt, um Bilder der Umgebung zu analysieren und darauf erkannte Objekte mit einer Datenbank abzugleichen. Diese Technologie ist besonders nützlich in GPS-unzugänglichen Umgebungen wie Innenräumen, wo Satellitensignale i. d. R. blockiert werden.

## Geschichte
Die Idee der visuellen Navigation hat ihre Wurzeln in der frühen Computer-Vision-Forschung. VPS als praktische Anwendung gewann mit Fortschritten in maschinellem Lernen und Bildverarbeitung an Bedeutung. Google begann etwa 2018–2019, VPS in Google Maps zu testen. Die Technik ermöglicht Fußgängern eine visuelle Navigation mittels Augmented Reality. Im Dezember 2022 führte Google die ARCore Geospatial API ein, die VPS einbezieht, um weltweit präzise Augmented-Reality-Erfahrungen zu ermöglichen.

## Funktionsweise
VPS erstellt eine visuelle Karte aus einer Reihe geo-referenzierter Bilder, indem es Schlüsselmerkmale wie Umrisse von Gebäuden oder Landmarken identifiziert. Diese Merkmale werden in einer durchsuchbaren Datenbank mit feststehenden Objekten indexiert. Wenn ein Gerät neue Bilder aufnimmt, vergleicht das System diese mit der Datenbank, um die Position und Ausrichtung des Geräts zu berechnen. Die Implementierung von Google nutzt beispielsweise eine 3D-Punktwolke, die mit Milliarden von Street-View-Bildern abgeglichen wird, in Kombination mit tiefen neuronalen Netzen zur Bilderkennung, wobei die Genauigkeit von der Bildqualität und den Standortdaten abhängt.

## Anwendungen
- Innenraum-Navigation: VPS löst die Einschränkungen von GPS in Innenräumen und kann z. B. für die Navigation von mobilen Robotern genutzt werden.[6]
- Augmented Reality: Systeme wie Live View in Google Maps nutzen visuelle Merkmale, um virtuelle Inhalte wie Pfeile in die Umgebung zu projizieren.[3]
- Robotik und Drohnen: VPS ermöglicht Navigation in Umgebungen, in denen GPS unzuverlässig oder nicht vorhanden ist, z. B. auf planetaren Erkundungen.[7]

## Einschränkungen
Die Genauigkeit von VPS hängt stark von der Qualität der Eingabebilder und der Vollständigkeit der visuellen Datenbank ab. Schlechte Beleuchtung, Verdeckungen oder veraltete Referenzbilder können die Wirksamkeit verringern. Die Erstellung einer umfassenden Datenbank ist zeit- und kostenintensiv, was die Skalierbarkeit einschränkt.